# Saqib Nisar
Mian Saqib Nisar ou plus simplement Saqib Nisar (en ourdou میاں ثاقب نثار) est un juge pakistanais né le 18 janvier 1954. Il est président de la Cour suprême du Pakistan du 31 décembre 2016 au 17 janvier 2019.
Avocat de profession, il exerce à Lahore et Islamabad entre 1980 et 1998, avant d'être nommé juge de la Haute Cour de Lahore puis juge de la Cour suprême 18 février 2010. Le 31 décembre 2016, il devient président de la Cour suprême du Pakistan, le plus haut poste juridictionnel du pays, à la suite de la retraite d'Anwar Zaheer Jamali. Il quitte son poste le 17 janvier 2019, quand il atteint l'âge de sa retraite et est remplacé par Asif Saeed Khosa.

## Jeunesse et éducation
Mian Saqib Nisar est né le 18 janvier 1954 à Lahore, capitale de la province du Pendjab, d'un père avocat de profession. Il termine son enseignement secondaire au lycée Cathedral High School de Lahore avant d’entamer des études de droit au Government College puis à l'université du Pendjab où il obtient un bachelor of Laws en 1980.

## Carrière de juriste

### Ascension
Saqib Nisar effectue une ascension rapide dans le monde juridique pakistanais. Avocat dès le 2 mai 1980, il plaide au sein de la Haute Cour de Lahore, plus haute juridiction de la province, dès 1982, avant d'exercer sa profession à la Cour suprême à Islamabad, plus haute juridiction du pays, à partir de 1994. Il pratique principalement le droit commercial, fiscal, civil et surtout constitutionnel. Le 29 mars 1997, il est nommé secrétaire fédéral de la justice, subordonné au ministre de la Justice au sein du gouvernement de Nawaz Sharif.
Il devient juge pour la première fois le 22 mai 1998 quand il est nommé magistrat de la Haute Cour de Lahore puis devient juge de la Cour suprême le 18 février 2010.

### Président de la Cour suprême
Avec le départ à la retraite du président de la Cour suprême Anwar Zaheer Jamali le 30 décembre 2016, Saqib Nisar devient le plus âgés des juges en fonction et est à ce titre nommé pour le remplacer par le président de la République Mamnoon Hussain.
Au cours de ses fonctions, Saqib Nisar sera critiqué pour son « activisme judiciaire » alors qu'il s'autosaisit (suo motu notice) de près de quarante dossiers. Il démet notamment de ses fonctions le Premier ministre Nawaz Sharif dans le cadre d'une enquête pour corruption et fraudes fiscales le 28 juillet 2017, et est alors accusé par ses détracteurs de faire le jeu du pouvoir militaire, d'outrepasser son rôle constitutionnel et d'avoir une sévérité sélective envers certains hommes politiques. 
Sous sa direction, le Cour suprême va notamment accorder le droit de vote aux Pakistanais de l’étranger, attribuer une carte d'identité aux personnes transgenres et limiter les frais de scolarité des écoles privées. Le 31 octobre 2018, peu de temps avant sa retraite, il acquitte la chrétienne Asia Bibi qui avait été condamnée à mort pour blasphème, malgré de nombreuses menaces de mort envers les juges,.
Il quitte ses fonctions le 17 janvier 2019, la veille de son 65e anniversaire, âge de la retraite.